# Pararobertsonia abyssi
Pararobertsonia abyssi är en kräftdjursart som först beskrevs av Boeck 1872.  Pararobertsonia abyssi ingår i släktet Pararobertsonia och familjen Diosaccidae. Inga underarter finns listade i Catalogue of Life.